# Dial H
Dial H fue un título ficticio de DC Comics lanzado en 2012 como parte de la segunda ola de los nuevos 52. Se trata de una versión contemporánea, de la serie pre-crisis Dial H for Hero. Fue escrito por el novelista China Miéville, ofreciendo las ilustraciones principalmente por Mateus Santolouco y con Brian Bolland como portadista.

## Premisa
El cómic trata de un hombre llamado Nelson Jent (un tipo normal con características de una persona sin oficio) que descubre accidentalmente una misteriosa y mágica cabina telefónica. Este muy pronto descubre que se converte en HÉROE debido a la utilización del Dial telefónico, la fuente de las transformaciones que por corta duración lo transforman o crean un superhéroe diferente (algo parecido al poder de transformación del personaje animado de la televisión Ben 10), este podía recrear al azar sus poderes o creando los propios, a su vez tenía la habilidad de crear estos personajes basándose en los ya existentes o en personajes completamente diferentes. Cada vez que creaba a un nuevo personaje con un nuevo conjunto de poderes al final debía devolverlo a su estado normal.

### Cancelación de la serie
DC Comics anunció la cancelación del título en mayo de 2013. Concluyó con la edición # 15, el 7 de agosto de 2013. En un epílogo titulado Justice League # 23.3 Dial E fue lanzado como parte del mes de los Villanos.

## Publicaciones
- Dial H vol. 1: "Into You" (Dial H # 0-6)
- Dial H vol. 2: "Exchange" (Dial H # 7-15, Justice League # 23.3)